# Povey Brothers Studio

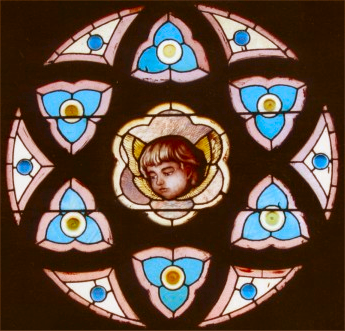
Rosace Povey Brothers à The Dalles.

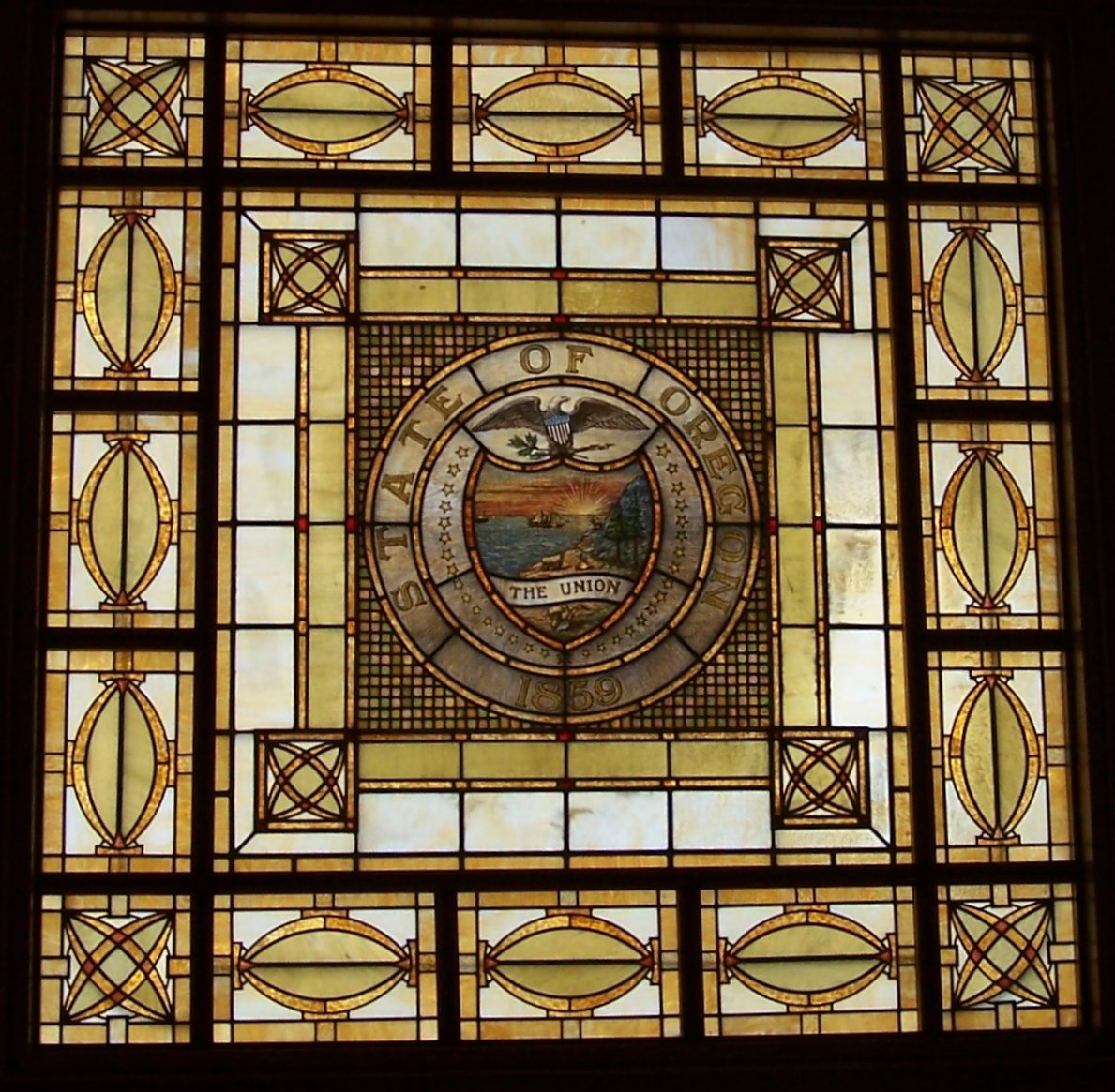
Détail de la lucarne : sceau de l'Oregon dans la salle d'audience de la cour suprême de l'Oregon à Salem.

Povey Brothers Studio, également connu sous le nom de Povey Brothers Art Glass Works ou Povey Bros. Glass Co., est un producteur américain de vitraux basé à Portland, en Oregon. Le studio est actif de 1888 à 1928. En tant qu'entreprise de vitraux la plus grande et la plus connue de l'Oregon, elle a produit des fenêtres pour les maisons, les églises et les bâtiments commerciaux de toute la côte Ouest des États-Unis. Lorsque l'entreprise a été fondée en 1888, elle était la seule entreprise de vitraux à Portland. 
L'entreprise Povey Brothers était surnommée le « Tiffany du Nord-Ouest ,»  et de nombreuses fenêtres de la société existent toujours dans les bâtiments historiques de la région, y compris ceux du Registre national des lieux historiques (NRHP). 
L'apogée de Povey Brothers coïncide avec une prospérité économique croissante dans la région, et le travail des frères Povey est très recherché par les nouveaux riches pour décorer leurs grandes maisons. La Grande Dépression et l'évolution des goûts architecturaux font ensuite baisser la demande pour le travail des frères Povey.

## Historique

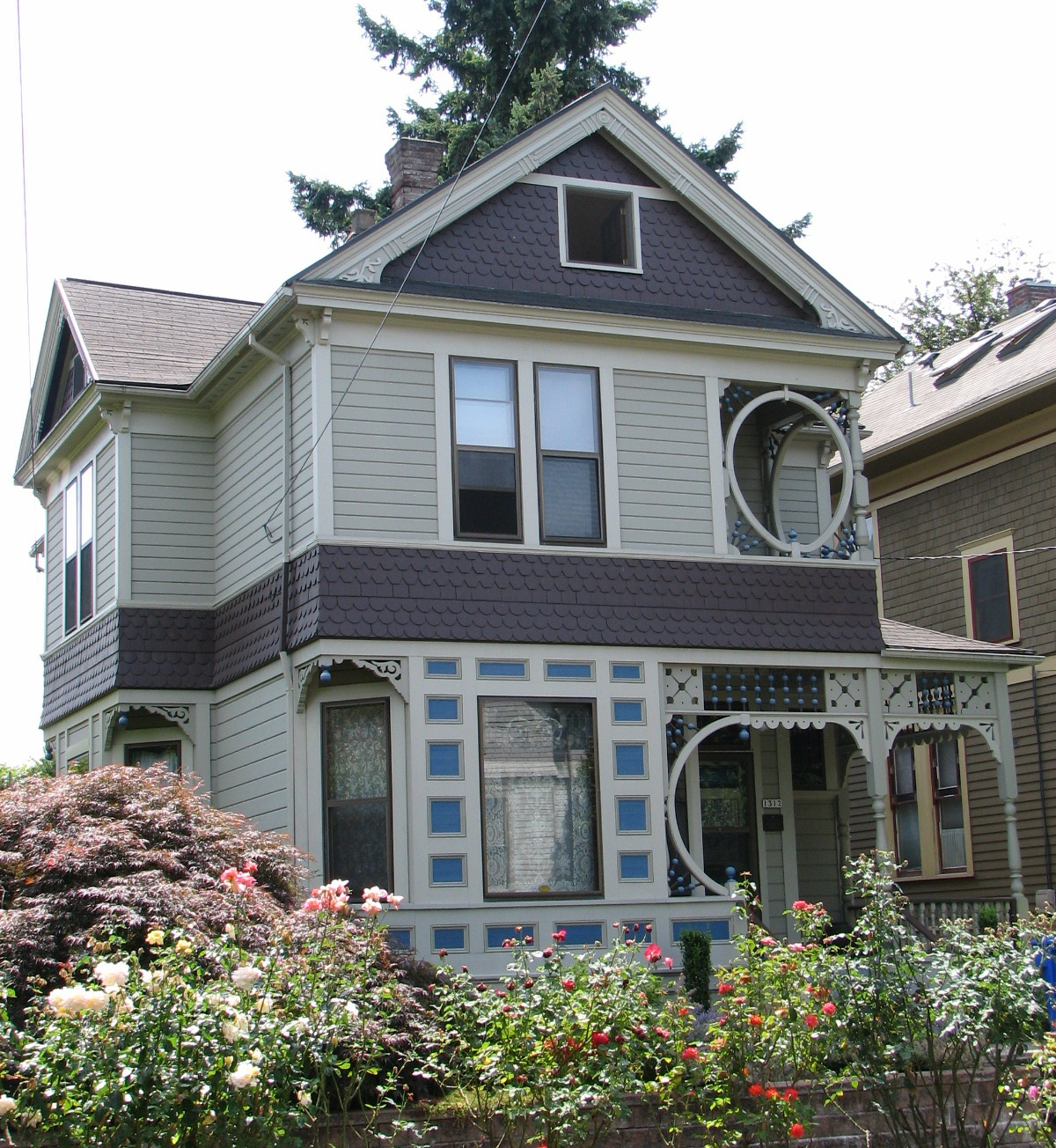
John EG Povey House, Portland, Oregon, domicile de l'un des Povey Brothers

L'entreprise est fondée par David Lincoln Povey, le fils du fabricant de vitraux anglais Joseph Povey, qui a immigré aux États-Unis en 1848 et a ensuite travaillé dans le vitrail à Philadelphie, New York et Newark,,,. La famille, qui était dans le commerce des vitraux depuis des générations, s'est finalement installée à Saint-Louis . David Povey naît en 1865. Il étudie l'art à Cooper Union à New York et poursuit ses études en Europe avant de déménager à Portland . David se lance dans la fabrication de vitraux en 1888 avec son frère John, peu de temps après avoir réalisé une commission pour la First Presbyterian Church  . La société est constituée en 1893.  John est le principal artisan, fabriquant les vitraux, tandis que David conçoit leur design . Leur frère George Povey rejoint ensuite l'entreprise en tant que comptable et directeur commercial, et deux sœurs Povey ont également travaillé pour l'entreprise. Les trois frères ont travaillé dans divers ateliers de verre sur la côte Est avant de créer leur boutique à Portland. Au plus fort de leur entreprise, les frères employaient 25 travailleurs, dont plusieurs membres de la famille Povey. David meurt en 1924 et ses fils David et Darrel reprennent l'entreprise. En 1925, ils embauchent Albert Gerlach, anciennement de Giannini &amp; Hilgart à Chicago et formé à l'Art Institute of Chicago. Les frères Povey vendent l'entreprise à WP Fuller en 1930 et Gerlach est resté dans l'entreprise jusqu'en 1950.  
John Povey meurt en 1917. Sa maison victorienne dans le quartier d' Irvington, la John E. G. Povey House (en), est inscrite au registre national des lieux historiques. 
La fille de David Povey, l'architecte Polly Povey Thompson (en), commence à écrire un livre sur les œuvres de son père, mais meurt en 1994 avant qu'il ne puisse être achevé.  

## Production et style

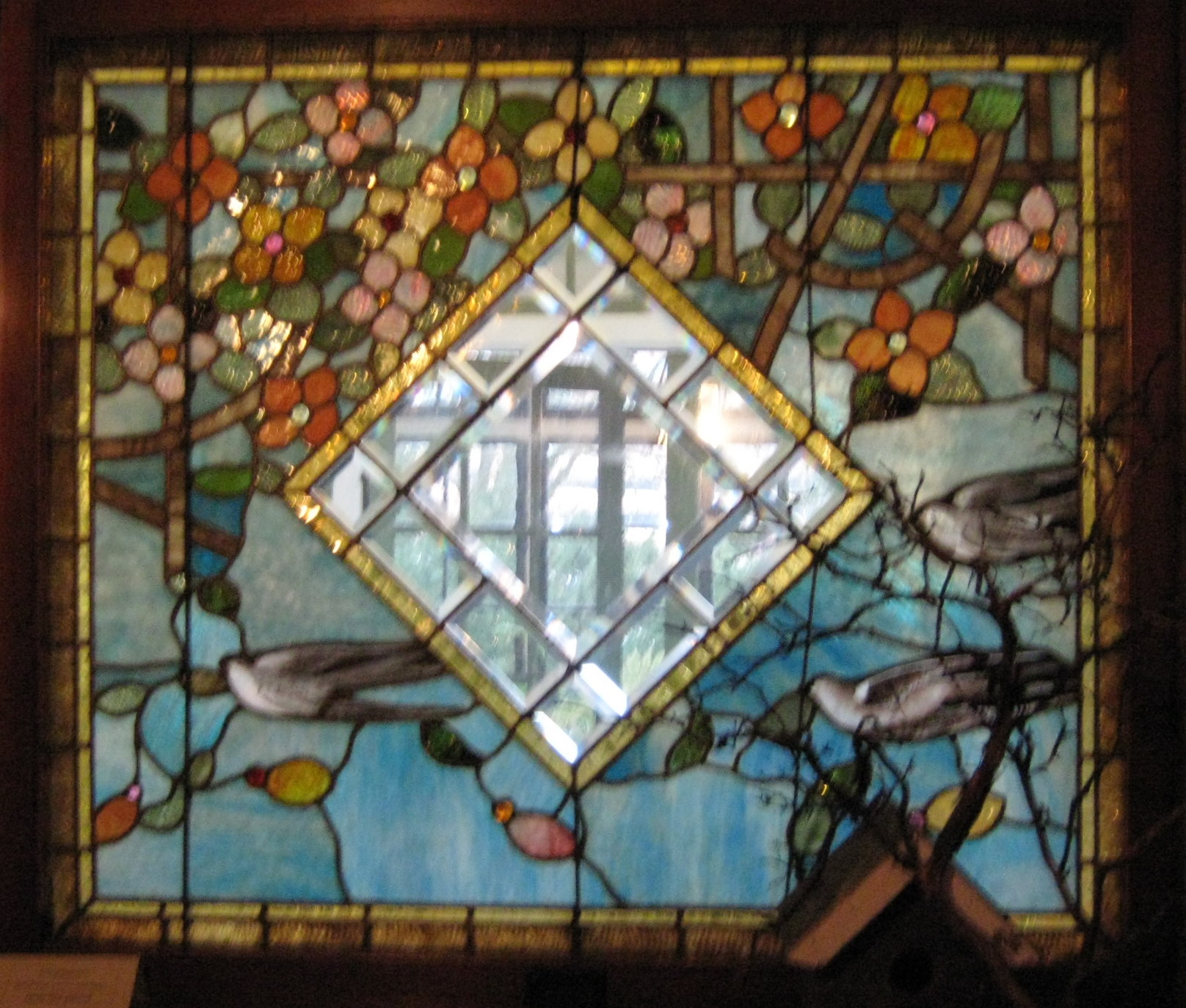
Fenêtre Povey Brothers à Deepwood Estate, Salem, montrant leur motif de cornouiller signature

Les frères importent leur verre d'Europe, mais conçoivent et fabriquent leurs fenêtres à Portland même. Ils ont souvent utilisé du verre opalescent dans leur travail, un style que John La Farge et Louis Tiffany avaient mis au point dans les années 1870. Leurs fenêtres d'église sont faites dans un style classique souvent basé sur des peintures religieuses célèbres, telles que celles de Raphaël, et comportent des images ou des scènes peintes sur du verre non opalescent.  Ils sont également connus pour leur utilisation de "bijoux", de petits morceaux de verre à facettes coupés en couches épaisses dans des couleurs riches, et pour plusieurs autres types et textures de verre, y compris inspiré des Kokomo Opalescent Glass Works (en), craquelé, ondulé, texturé en granit et roulé à la machine,. Les premiers travaux résidentiels du studio sont colorés et ornés, utilisant souvent des motifs Art nouveau, et les travaux ultérieurs ont été influencés par le mouvement Arts and Crafts. Leurs motifs populaires comprenaient des grappes de raisin, des roses, des lys, des oiseaux et du cornouiller, qui est devenu un modèle signature de l'entreprise. Une autre caractéristique notable du travail du studio est l'utilisation de verre transparent à l'arrière-plan pour permettre à la lumière de passer à travers les fenêtres malgré le temps généralement nuageux du Nord-Ouest.  
Outre des fenêtres, l'entreprise a également conçu d'autres produits en verre, y compris des luminaires influencés par la Prairie School .  
Le studio est connu pour utiliser les dernières technologies d'équipement et de commerce, et pour créer des designs uniques avec des architectes et commanditaires. David Povey, qui a développé un style distinct, a conçu pratiquement toutes les fenêtres du studio. Alors que les travaux de l'entreprise pour particuliers étaient souvent de petite envergure, ses installations paroissiales pouvaient être assez massives, avec plusieurs panneaux.  
La plupart des fenêtres Povey ne sont pas signées, ce qui a conduit des imitateurs à faire passer leur travail pour celui des Poveys. Cela rend également le travail des Poveys difficile à identifier. En 1923, David Povey commence à signer les fenêtres "Povey Brothers Studio" en ajoutant l'année de fin des travaux. Cela a peut-être été fait pour la première fois sur les fenêtres de la première église chrétienne de Portland, et les dernières signatures de ce type ont peut-être été apposées sur les fenêtres de l'église Atkinson Memorial en 1924, l'année de la mort de David.  

## Contributeurs notables
- Louise Bryant a conçu une fenêtre pour Povey Brothers